# Испания на летних Олимпийских играх 2000
Испания на летних Олимпийских играх 2000 была представлена 321 спортсменом. По сравнению с прошлыми играми Испания набрала на 6 медалей меньше.

## Награды

### Золото
| Золото |                   |                                        |
| №      | Спортсмены        | Вид спорта (дисциплина)                |
| 1      | Жоан Льянерас     | Велоспорт (гонка по очкам)             |
| 2      | Хервасио Деферр   | Спортивная гимнастика (опорный прыжок) |
| 3      | Исабель Фернандес | Дзюдо (до 57 кг)                       |

### Серебро
| Серебро | |                         |
| №       | Спортсмены | Вид спорта (дисциплина) |
| 1       | Рафаэль Лосано | Бокс (до 48 кг)         |
| 2       | Давид Альбельда, Иван Амайя, Мигель Ангуло, Даниэль Арансубия, Хоан Капдевила, Хорди Феррон, Габри, Хави, Хесус Мария Лакрус, Альберт Луке, Карлос Марчена, Фелип Ортис, Карлес Пуйоль, Хосе Мари Ромеро, Исмаэль Руис, Рауль Тамудо, Тони Веламасан, Унаи Вергара | Футбол (мужчины)        |
| 3       | Габриэль Эспарса | Тхэквондо (до 58 кг)    |

### Бронза
| Бронза | |                                 |
| №      | Спортсмены | Вид спорта (дисциплина)         |
| 1      | Маргарита Фульяна | Велоспорт (маунтинбайк)         |
| 2      | Иньяки Урдангарин, Альберто Урдиалес, Андрей Щепкин, Антонио Ортега, Хуан Перес, Антонио Угальде, Хорди Нуньес, Хавьер О’Каллахан, Хесус Олалья, Рафаэль Гуйоса, Деметрио Лосано, Энрик Масип, Давид Баррафет, Талант Дуйшебаев, Матео Гарральда | Гандбол (мужчины)               |
| 3      | Мария Васко | Лёгкая атлетика (ходьба, 20 км) |
| 4      | Нина Живаневская | Плавание (100 м, на спине)      |
| 5      | Алекс Корретха Альберт Коста | Теннис (пары, мужчины)          |

## Результаты соревнований

### Академическая гребля
В следующий раунд из каждого заезда проходили несколько лучших экипажей (в зависимости от дисциплины). В финал A выходили 6 сильнейших экипажей, остальные разыгрывали места в утешительных финалах B-E.
Мужчины
| Соревнование  | Спортсмены                     | Предварительный заезд | Предварительный заезд | Предварительный заезд | Отборочный заезд | Отборочный заезд | Отборочный заезд | Полуфинал      | Полуфинал      | Полуфинал      | Финал   | Финал   | Итоговое место |
| Соревнование  | Спортсмены                     | Заезд                 | Время                 | Место                 | Заезд            | Время            | Место            | Заезд          | Время          | Место          | Время   | Место   | Итоговое место |
| ------------- | ------------------------------ | --------------------- | --------------------- | --------------------- | ---------------- | ---------------- | ---------------- | -------------- | -------------- | -------------- | ------- | ------- | -------------- |
| двойки парные | Маурисио Монтесерин Хайме Риос | 1                     | 6:42,69               | 6                     | 3                | 6:46,50          | 5 QC             | не участвовали | не участвовали | не участвовали | Финал C | Финал C | 16             |
| двойки парные | Маурисио Монтесерин Хайме Риос | 1                     | 6:42,69               | 6                     | 3                | 6:46,50          | 5 QC             | не участвовали | не участвовали | не участвовали | 6:40,17 | 4       | 16             |

### Велоспорт

#### Трековый велоспорт
После квалификации лучшие спортсмены по времени проходили в раунд на выбывание, где проводили заезды одновременно со своим соперником. Лучшие спортсмены по времени проходили в следующий раунд.
Мужчины
| Соревнование                  | Спортсмен                                             | Квалификация | Квалификация | 1\4 финала            | 1\2 финала            | Финал Матч за 3-е место | Место |
| Соревнование                  | Спортсмен                                             | Время        | Место        | Соперник Время        | Соперник Время        | Соперник Время          | Место |
| ----------------------------- | ----------------------------------------------------- | ------------ | ------------ | --------------------- | --------------------- | ----------------------- | ----- |
| Командный спринт              | Хосе Антонио Эскуредо Хосе Вильянуэва Сальвадор Мелия | 45,799       | 9            | Не прошли             |                       | Не прошли               | 9     |
| Командная гонка преследования | Мигель Альсамора Исаак Гальвес Тони Таулер Хосе Харке | 4:15,457     | 12           | Завершили выступление | Завершили выступление | Завершили выступление   | 12    |

Победители определялись по результатам одного соревновательного дня. В гите победителей определяли по лучшему времени, показанному на определённой дистанции, а в гонке по очкам и мэдисоне по количеству набранных баллов.
Мужчины
| Спортсмен     | Соревнование | Результат         | Место |
| Спортсмен     | Соревнование | Время Очки        | Место |
| ------------- | ------------ | ----------------- | ----- |
| Давид Кабреро | Гит с места  | 1:07,710 (+6,101) | 15    |

### Водные виды спорта

#### Плавание
Спортсменов — 10
В следующий раунд на каждой дистанции проходили лучшие спортсмены по времени, независимо от места занятого в своём заплыве.
Мужчины
| Спортсмен                                                          | Соревнование          | Предварительные заплывы | Предварительные заплывы | Полуфиналы | Полуфиналы | Финал     | Финал     |
| Спортсмен                                                          | Соревнование          | Результат               | Место                   | Результат  | Место      | Результат | Место     |
| ------------------------------------------------------------------ | --------------------- | ----------------------- | ----------------------- | ---------- | ---------- | --------- | --------- |
| Давид Ортега                                                       | 100 м на спине        | 55,80                   | 12                      | 56,33      | 15         | Не прошёл | Не прошёл |
| Фредерик Хвид                                                      | 400 м комплекс        | 4:21,63                 | 15                      |            |            | Не прошёл | Не прошёл |
| Хорхе Луис Улибарри Эдуардо Льоренте Хуан Бенавидес Хавьер Ботельо | 4х100 м вольный стиль | 3:22,76                 | 15                      |            |            | Не прошли | Не прошли |

Женщины
| Спортсменка      | Соревнование         | Предварительные заплывы | Предварительные заплывы | Полуфиналы | Полуфиналы | Финал     | Финал     |
| Спортсменка      | Соревнование         | Результат               | Место                   | Результат  | Место      | Результат | Место     |
| ---------------- | -------------------- | ----------------------- | ----------------------- | ---------- | ---------- | --------- | --------- |
| Анхельс Бардина  | 400 м вольным стилем | 4:17,55                 | 24                      |            |            | Не прошла | Не прошла |
| Мария Пелаес     | 100 м баттерфляем    | 1:01,47                 | 29                      | Не прошла  | Не прошла  | Не прошла | Не прошла |
| Нина Живаневская | 100 м на спине       | 1:01,97                 | 5                       | 1:01,41    | 4          | 1:00,89   |           |
| Лурдес Бесерра   | 400 м комплекс       | 4:47,50                 | 50                      |            |            | Не прошла | Не прошла |

#### Прыжки в воду
Спортсменов — 5
В индивидуальных прыжках в предварительных раундах складывались результаты квалификации и полуфинальных прыжков. По их результатам в финал проходило 12 спортсменов. В финале они начинали с результатами полуфинальных прыжков.
Мужчины
| Спортсмен        | Соревнование | Квалификация | Квалификация | Полуфинал | Полуфинал | Всего     | Финал     | Финал     | Всего  | Место |
| Спортсмен        | Соревнование | Очков        | Место        | Очков     | Место     | Всего     | Очков     | Место     | Всего  | Место |
| ---------------- | ------------ | ------------ | ------------ | --------- | --------- | --------- | --------- | --------- | ------ | ----- |
| Рафаэль Альварес | трамплин     | 377,55       | 16           | 201,06    | 16        | 578,61    | Не прошёл | Не прошёл | 578,61 | 17    |
| Хосе Мигель Хиль | трамплин     | 318,72       | 33           | Не прошёл | Не прошёл | Не прошёл | Не прошёл | Не прошёл | 318,72 | 33    |
| Рубен Сантос     | вышка        | 300,90       | 36           | Не прошёл | Не прошёл | Не прошёл | Не прошёл | Не прошёл | 300,90 | 36    |

Женщины
| Спортсмен    | Соревнование | Квалификация | Квалификация | Полуфинал | Полуфинал | Всего     | Финал     | Финал     | Всего  | Место |
| Спортсмен    | Соревнование | Очков        | Место        | Очков     | Место     | Всего     | Очков     | Место     | Всего  | Место |
| ------------ | ------------ | ------------ | ------------ | --------- | --------- | --------- | --------- | --------- | ------ | ----- |
| Долорес Саэс | вышка        | 283,41       | 15           | 163,11    | 13        | 446,52    | Не прошёл | Не прошёл | 446,52 | 14    |
| Лейре Сантос | вышка        | 247,41       | 27           | Не прошла | Не прошла | Не прошла | Не прошла | Не прошла | 247,41 | 27    |

### Дзюдо
Спортсменов — 7
Соревнования по дзюдо проводились по системе на выбывание. В утешительные раунды попадали спортсмены, проигравшие полуфиналистам турнира. Два спортсмена, одержавших победу в утешительном раунде, в поединке за бронзу сражались с проигравшими в полуфинале.
Мужчины
| Спортсмен    | Категория | 1/32               | 1/16                                        | 1/8                                  | Четвертьфиналы                         | Полуфиналы         | Первый доп. раунд  | Утешительный четвертьфинал         | Утешительный полуфинал | За 3 место Финал   | Место |
| Спортсмен    | Категория | Соперник Результат | Соперник Результат                          | Соперник Результат                   | Соперник Результат                     | Соперник Результат | Соперник Результат | Соперник Результат                 | Соперник Результат     | Соперник Результат | Место |
| ------------ | --------- | ------------------ | ------------------------------------------- | ------------------------------------ | -------------------------------------- | ------------------ | ------------------ | ---------------------------------- | ---------------------- | ------------------ | ----- |
| Киёси Уэмацу | до 66 кг  | Не участвовал      | Кевин Нгапула-Мбембо (CGO) поб. 1000 — 0000 | Алекс Оттиано (USA) поб. 0020 — 0000 | Ларби Бенбудауд (FRA) пор. 0000 — 1010 | Не прошёл          |                    | Хан Джихван (KOR) пор. 0001 — 0010 | Не прошёл              | Не прошёл          | 9     |

| Соревнование | Спортсмены     | Первый раунд       | Второй раунд                      | 1/8 финала                          | Четвертьфинал        | Полуфинал            | Финал                | Место |
| Соревнование | Спортсмены     | Соперник Результат | Соперник Результат                | Соперник Результат                  | Соперник Результат   | Соперник Результат   | Соперник Результат   | Место |
| ------------ | -------------- | ------------------ | --------------------------------- | ----------------------------------- | -------------------- | -------------------- | -------------------- | ----- |
| до 60 кг     | Оскар Пеньяс   | Не участвовал      | Джон Бьюкенен (GBR) В 0110 — 0010 | Базарбек Донбай (KAZ) П 0010 — 0110 | Завершил выступление | Завершил выступление | Завершил выступление | —     |
| до 73 кг     | Рикардо Эчарте | Не участвовал      | Гастон Гарсия (ARG) В 0001 — 0002 | Завершил выступление                | Завершил выступление | Завершил выступление | Завершил выступление | —     |

Женщины
| Спортсмен     | Категория | 1/16                          | 1/8                                   | Четвертьфиналы                    | Полуфиналы         | Первый доп. раунд  | Утешительный четвертьфинал               | Утешительный полуфинал                    | За 3 место Финал   | Место |
| Спортсмен     | Категория | Соперник Результат            | Соперник Результат                    | Соперник Результат                | Соперник Результат | Соперник Результат | Соперник Результат                       | Соперник Результат                        | Соперник Результат | Место |
| ------------- | --------- | ----------------------------- | ------------------------------------- | --------------------------------- | ------------------ | ------------------ | ---------------------------------------- | ----------------------------------------- | ------------------ | ----- |
| Ванеса Аренас | до 48 кг  |                               | Адриана Лосада (MEX) поб. 0021 — 0020 | Чха Хёнхян (PRK) пор. 0001 — 0010 | Не прошла          | Не прошла          | Сара Нишило-Россо (FRA) пор. 0000 — 1001 | Не прошла                                 | Не прошла          | 9     |
| Мирен Леон    | до 52 кг  | Дебора Аллан (GBR) поб. + — - | Легна Вердесия (CUB) пор. 0001 — 1011 | Не прошла                         | Не прошла          | Не прошла          | Каролина Мариани (ARG) поб. 1001 — 0002  | Дебора Гравенстейн (NED) пор. 0000 — 1000 | Не прошла          | 7     |

| Соревнование | Спортсмены        | Первый раунд                            | 1/8 финала                     | Четвертьфинал                   | Полуфинал                    | Финал                           | Место |
| Соревнование | Спортсмены        | Соперник Результат                      | Соперник Результат             | Соперник Результат              | Соперник Результат           | Соперник Результат              | Место |
| ------------ | ----------------- | --------------------------------------- | ------------------------------ | ------------------------------- | ---------------------------- | ------------------------------- | ----- |
| до 57 кг     | Исабель Фернандес | Хишигбат Эрденет-Од (MGL) В 1011 — 0000 | Э. Уилсон (USA) В 0013 — 0001  | К. Кусакабэ (JPN) В 0001 — 0001 | М. Пекли (AUS) В 0000 — 0000 | Д. Гонсалес (CUB) В 0100 — 0010 | 1     |
| до 63 кг     | Сара Альварес     | Не участвовала                          | Вания Исии (BRA) П 0010 — 1001 | Завершила выступление           | Завершила выступление        | Завершила выступление           | —     |

### Лёгкая атлетика
Спортсменов — 1
Мужчины
| Дисциплина      | Спортсмен                  | Предварительный раунд | Предварительный раунд | Четвертьфиналы | Четвертьфиналы | Полуфиналы | Полуфиналы | Финал     | Финал |
| Дисциплина      | Спортсмен                  | Результат             | Место                 | Результат      | Место          | Результат  | Место      | Результат | Место |
| --------------- | -------------------------- | --------------------- | --------------------- | -------------- | -------------- | ---------- | ---------- | --------- | ----- |
| ходьба на 20 км | Франсиско Хавьер Фернандес |                       |                       |                |                |            |            | 1:21,01   | 7     |

### Стрельба
Всего спортсменов — 2
После квалификации лучшие спортсмены по очкам проходили в финал, где продолжали с очками, набранными в квалификации. В некоторых дисциплинах квалификация не проводилась. Там спортсмены выявляли сильнейшего в один раунд.
Женщины
| Спортсмен       | Соревнование   | Квалификация | Место | Финал     | Место     | Всего | Место |
| --------------- | -------------- | ------------ | ----- | --------- | --------- | ----- | ----- |
| Марина Понс     | Винтовка, 10 м | 388          | 36    | Не прошла | Не прошла | 388   | 36    |
| Мария Фернандес | Пистолет, 10 м | 379          | 16    | Не прошла | Не прошла | 379   | 16    |

### Триатлон
Спортсменов — 4
Триатлон дебютировал в программе летних Олимпийских игр. Соревнования состояли из 3 этапов — плавание (1,5 км), велоспорт (40 км), бег (10 км).
Мужчины
| Спортсмен         | Соревнование      | Плавание | Велоспорт | Бег      | Итоговое время | Место | Отставание |
| ----------------- | ----------------- | -------- | --------- | -------- | -------------- | ----- | ---------- |
| Иван Ранья        | личное первенство | 18:12,39 | 59:10,40  | 31:48,09 | 1:49:10,88     | 5     | +00:46,86  |
| Энеко Льянос      | личное первенство | 18:44,39 | 58:43,90  | 33:20,06 | 1:50:48,35     | 23    | +02:24,33  |
| Хосе Мария Мерчан | личное первенство | 18:55,49 | DNF       | DNF      | DNF            | —     | —          |

Женщины
| Спортсмен       | Соревнование      | Плавание | Велоспорт  | Бег      | Итоговое время | Место | Отставание |
| --------------- | ----------------- | -------- | ---------- | -------- | -------------- | ----- | ---------- |
| Марибель Бланко | личное первенство | 21:15,98 | 1:08:21,41 | 37:00,45 | 2:06:37,84     | 24    | +05:57,32  |